# Евеліна Камчик
Евеліна Камчик (пол. Ewelina Kamczyk; нар. 22 лютого 1996, Водзіслав-Шльонський, Польща) — польська футболістка, півзахисниця та бічна захисниця французького клубу «Флері 91» та національної збірної Польщі.

## Клубна кар'єра
Футбольну кар'єру розпочала займатися футболом у клубі ЛКС (Кржижановице), потім грала в команді «Чарні» (Горжице), з якою у 2012 році допомогли вийти до Першої ліги.
На початку 2013 року приєдналася до «Унії» (Ратибор), з яким у сезоні 2012/13 років завоювала титул чемпіона Польщі.
У січні 2014 року, внаслідок розформування «Унії» (Ратибор) через фінансові проблеми, переїхала до Габріели Ґживінської в «Медик» (Конін), з яким у 2014 та 2015 роках вигравала чемпіонат та Кубок Польщі.
Наприкінці сезону 2014/15 років Евеліна переїхала в «Гурник» (Лечна), у футболці якої в сезонах 2015/16 та 2016/17 років виборола два віце-чемпіонства та двічі виходила у фінал Кубка Польщі. Окрім цього, у сезоні 2016/17 років стала найкращою бомбардиркою Екстракляси, відзначився 29-ма голами у 25 матчах, ставши таким чином наймолодшою найкращою бомбардиркою в історії жіночої Екстракляси.
2 вересня 2017 року в програному (0:1) матчі проти «Чарні» (Сосоновице) зіграла 100-й поєдинок у вищому дивізіоні чемпіонату Польщі. Цей успіх став першим досягнення із золотої команди чемпіонату Європи (WU-17) 2013 року. 
У сезоні 2017/18 років разом з «Гурником» виграла перший в історії клубу чемпіонат та Кубок Польщі, у фіналі якого «гірнички» перемогли команду «Чарні» (Сосновець) з рахунком 3:1. Переломним моментом на шляху до чемпіонату Польщі стала зустріч на виїзді з Медиком (Конін), яка для самої Евеліни виявилася однією з найкращих зустрічей у кар’єрі. «Гурник» у виїзному матчі 1-го туру зрівняв рахунок з УКС СМС (Лодзь) (1:1), а в 10-му матчі програного (0:1) домашнього поєдинку проти АЗС ПВСЗ (Вальбжих). Враховуючи те, що чинний Чемпіон і головний суперник «Медик» (Конін) на той час вигравав усі свої зустрічі, а також те, що в останні декілька років 1-2 невдалі матчі могли визначити долю чемпіонства Польщі, титул для «Гурника» постав під великим знаком питання. У 11-му турі лечанки вирушили до «Коніна», знаючи, що поразка може позбавити їх шансів на чемпіонат цього сезону. Протягом усієї гри «гірнички» показали кращу гру, ніж «Конін», але сам поєдинок виявився дуже перекрученим. На 20-й хвилині Евеліна Камчик відзначилася 0:1, але на 39-й хвилині після пенальті за порушення правил Ліліани Костової Патриція Бальцержак зуміла зрівняти рахунок 1:1. На 60-й хвилині після фолу у штрафному на Ніколі Калетки призначили ще одне пенальті, яку Бальцержак знову реалізувала, а через 4 хвилини Анна Гавронська вразила ворота Ленчни. За 11 хвилин до фінального свистка «Гурник» все ще програвав з рахунком 1:3, і лише завдяки великій цілеспрямованості всієї команди та чудовій позиції Евеліни Камчик йому вдалося перевернути гру на свою користь. За такий короткий час Камчик зуміла ще тричі вразити ворота команди-суперниці на 79-й та 90-й хвилинах (після пенальті за фол на Домініці Грабовській) та в додатковий час. Таким чином, підсумковий результат 3:4 продовжив надії «Гурника» на титул, який гравці з Ленчни врешті виграли за три тури до кінця турніру, коли в 24-му турі вони вдома перемогли АСЗ ПВСЗ (Вальбжих) (2:1).  
Окрім цього, сезон 2017/18 років, як і попередній, став для неї дуже вдалим з точки зору результативності, вона знову стала найкращою бомбардиркою Екстракляси з 35-ма голами в 26 матчах, тоді як у Кубку Польщі в 4 матчах їй вдалося відзначитися 6-ма голами.
Після закінчення сезону 2020/21 року вільним агентом підписала новий контракт з французьким клубом «Флері 91».

## Кар'єра в збірній
На дівочому чемпіонаті Європи (WU-17), який проходив у червні 2013 року, Евеліна виграла золоті медалі у складі дівочої збірної Польщі (WU-17). У фінальному матчі відзначилася єдиним голом, який приніс Польщі перемогу зі Швецією з рахунком 1:0.
У футболці національної збірної дебютувала 9 березня 2014 року в переможному (3:1) матчі жіночого футбольного турніру Істрії проти Хорватії. Дебютним голом за національну команду відзначилася 16 липня 2014 року в переможному (3:1) матчі проти Естонії. У лютому 2017 року отримала виклик на жіночий кубок Gold City, який проходив з 1 по 7 березня в Туреччині. Збірна Польщі виграла турнір, обігравши Косово з рахунком 5:0, зіграла нічию з Румунією (2:2) і перемогла Туреччину з рахунком 2:1. Евеліна з'явилася на всіх трьох зустрічах.
З 27 лютого по 6 березня 2019 року разом із національною командою взяла участь у престижному товариському турнірі в Португалії Кубок Алгарве. Полячки взяли участь у змаганнях як команда з найнижчим рейтингом у рейтингу ФІФА, але завдяки добре поставленій грі їй вдалося здобути срібло.

## Досягнення

### Клубні
- Екстракляса
  -  Чемпіон (6): 2012/13, 2013/14, 2014/15, 2017/18, 2018/19, 2019/20
  -  Срібний призер (2): 2015/16, 2016/17
  -  Бронзовий призер (1): 2020/21

- Кубок Польщі
  -  Володар (4): 2013/14, 2014/15, 2017/18, 2019/20
  -  Фіналіст (3): 2012/13, 2015/16, 2016/17
  - 1/2 фіналу (1): 2018/19

### У збірній
- Дівочий чемпіонат Європи (WU-17)
  -  Чемпіон (1): 2013

### Індивідуальні
- Найкраща бомбардирка Екстракляси: 2016/17, 2017/18, 2018/19, 2019/20, 2020/21

- У сезоні 2017/18 років стала:
  - Авторка найбільшої кількості голів у світі серед усіх жіночих чемпіонатів.
  - Автор найбільшої кількості голів у всих футбольних лігах Європи (включаючи чоловічі чемпіонати).